# Phthiracarus compressus
Phthiracarus compressus är en kvalsterart som beskrevs av Arthur P. Jacot 1930. Phthiracarus compressus ingår i släktet Phthiracarus och familjen Phthiracaridae. Inga underarter finns listade i Catalogue of Life.